# ルッキズム
ルッキズム（英: lookism）とは外見重視主義や外見至上主義のこと、外見を重視する考え方。由来は英語における「look（外見）+ism（主義）＝lookism」である。他にも美貌差別、外見差別、外見を重視する価値観などとも呼ばれる。
「容姿の良いと高く評価する」「魅力的でないと判断すると雑に扱う」「容姿が良い＝いい人」など、外見由来の判断で態度を変える対人的主義・思想・行動様式を意味する。容貌の良し悪しで判断する人、外見重視主義者をルッキスト（lookist）と呼ぶ。

## 概要
外見や見た目の良し悪しといった視覚的情報によってその対象（自分自身を含む）を価値づける行為は、人類の「美」や「道徳」に対する価値観に迫るものであり、これまで数々の議論がなされ、否定あるいは容認されてきた。また外見的魅力の高低が評価や社会的行動にさまざまな影響を及ぼすことは、これまで様々な研究により指摘されてきた。
美的評価には、「黄金比」や「白銀比」といった学術的な観点から普遍的な審美観があるとされることもあるが、実際には個人または社会集団（国や地域）や時代の違いによって趣味嗜好が異なることも確かであるため、必ずしも普遍的なものと断言することはできない（美の不均衡論）。また身体的魅力と一口にいっても、その基準が行動や振る舞い、表情の仕方にまで及ぶなど、単なる容姿に限らず多面的である。そして多くの場合、そういった身体的魅力は、ある対象に好意を抱く際の複合的な魅力の中の一部に過ぎない（場合によっては、外見が判断材料から除外されることすらある）。しかしながら、身体的要素の中でも特に容姿がその対象の魅力を判断する唯一の材料となり、加えてそれが差別的な様相を持ち合わせたとき、それは一般的に「ルッキズム」として認識されている。
また文明の高度化に伴い、容姿の比較対象がメディアやインターネットによって如実に顕在化したことや、宗教の影響力（性道徳の意識）低下も相まって、ルッキズムは水面下でより活発化しているという見方もあり、美容整形や化粧品の類とも相互に影響を及ぼしている（美の脱個人化）。人種差別（白人至上主義）や性差別、年齢差別、障害者差別、いじめ、身体醜形障害（容姿コンプレックス）、ハロー効果・メラビアンの法則（初頭効果・第一印象）、確証バイアスなどとも深い関連がある。
外見至上主義は批判されるが、現実には研究によると、外見が仕事や学業への評価を左右すると示されている。"美しきものこそ善"というステレオタイプに関する研究によれば、身体的に魅力的な人たちはそのルックスで得をする傾向にあったという。身体的に魅力的な人はよりポジティブな評価を受けるし、身体的魅力は能力の評価にも強い影響を与えていた。身体的に魅力的な人々はそのようなステレオタイプから利益を得ていたといえる。平均してみれば、身体的に魅力のある人物は友人がよりたくさんいて、より優れたソーシャルスキルを持っており、性生活の頻度も多かったことが研究からわかっている。欧州経営大学院の教授らの論文（2020年）によれば、「非常に魅力的」な外見の人は「平均的」な人より収入が2割高く、昇進のチャンスも多い。別の論文では、外見が魅力的な人が書いた学術論文はそうではない人の論文よりも高く評価される傾向があった。しかし、このような身体的魅力を持っていても、主観的な幸福レベルにはなんら影響を与えないという。

"ルッキズム"という用語・造語は1970年代に生まれたものだが、身体的特徴に対して過度の価値を置くことに対する戒めは、世界中の文化や伝統でもしばしばみられる。
見た目で人を判断するのは、真実を覆い隠すマヤのヴェールにとらわれるのと同じだ（仏教徒の思想）。古代から比較的最近に至るまで、ルッキズムに対する懸念は広く存在した。特に恋愛の場合にいえることだが、他者の外見はあてにならないし、他人の容姿をもとに判断したり行動するのは、個人的に、もしくは政治的に軽率なこととなりうるからだ。見た目で判断する行為は一神教では禁止されているし（"偶像崇拝禁止"）、古代や中世の哲学でも批判されている。懐疑主義、ストア派、キュニコス派、エピクロス主義、スコラ学は、外見の役割を避け、重視するべきではないとする様々な理由を詳しく説明している。
しかしながら、ルッキズムという用語自体は1970年代にファット・アクセプタンス運動の中ではじめて生まれた。1978年のワシントン・ポストの記事では、ルッキズムという言葉は"見た目に基づいた差別"を表す用語として、"太った人々"によって作られたと主張されている。この言葉は、多くの主要な英語辞典にも掲載されている。テラトフォビア、カコフォビア、ルッキズムという用語には重なる部分もある。

## 人類男女間繁殖行動・自由恋愛主義
生物学的な繁殖行動の中で、容姿がその判断材料として重要な意味を持つ例が少なくないように（性的二形#広く配偶行動に関するものを参照）、人類においても、性愛対象を特に意識する若年層（思春期や未婚者）において、ルッキズムに陥りやすいとの指摘が見られ、性欲や性的魅力と深い関係性があるとされている。
また古くから男性よりも女性の方がルッキズムの被害を受けやすいとされる。その理由については、男性優位社会の「男性が女性を選ぶ」という構図が人類で長きにわたって定着していたためという説が一般的に言われているが、諸説あり未だ判然としない。
そのほか、かつては批判されていた身分にこだわらない自由恋愛主義の普及がルッキズムを生んだという指摘や（性淘汰も参照）、近代に入り「自己表現の自由」が大幅に認められたことに伴い、個性や魅力を潜在的な内面ではなく、視覚的な外見に求める傾向が増したという指摘など、平等主義や個人主義が関連しているという見方もある。一方で、労働市場においては、企業や職種ごとに顧客へのアピールとしての経済的価値を備えた、典型的・画一的な容姿が求められることがあり、これも一種のルッキズムである（美的労働論）。階級社会においても同じく、階級や職種ごとに典型的・画一的な容姿が求められる。

## 人間社会

### 心理学
マサチューセッツ総合病院の心理学者であるナンシー・エトコフは、「私たちは、ルッキズムが、もっとも蔓延し且つ事実でないと否定されるタイプの差別の一つである世界に直面しているのです。」 と述べている。
Angela Stalcupはいくつもの研究を引用しながら、「西洋文化では、かわいらしさに対してプレミアムが存在するだけでなく、十人並みの容姿に対するペナルティがあることは、エヴィデンスが明確に示している。」と書いている。容姿を根拠にした差別が恐怖や嫌悪の伝播へと転じたとき、これをカコフォビアと呼ぶ。
カコフォビアは内面化し、他者ではなく自己へとその刃が向けられることもある。
赤ん坊でも美醜を判断し、人間や猫の顔、椅子といった家具についても、より美しい外見の方を好む嗜好がある。新生児に対する研究によれば、生後14時間ほどの幼児も、魅力的でない顔の人よりも魅力的な顔の人を好むという研究結果が出ている。このような魅力的な容姿の生き物を好むという嗜好は、生まれながらもつ先天的なものであり、猫のような人間ではない動物にまで及ぶ。これらの発見から、ルッキズムは脳と視覚システムの働き方という生得的な産物であることが示唆される。

### 教育現場
高校での成績評価に関する研究によれば、容姿の良い生徒は、知能、人格、成功確率すべてにおいて教師から高く評価される傾向にあり、その結果成績もよく、大学も卒業しやすかったという。一方で、容姿が良くないと評価された生徒は自身を無価値だと感じたり、鬱の傾向にあったという。そして、容姿が自己評価に与える影響は累積していくので、この効果は高校卒業時よりもはるかに長く(場合によっては一生)続く可能性があると述べている。容姿の良し悪しによって得られる利益によって自尊心は影響を受けるが、自尊心の有無は大人になって成功するのに非常に重要だからである。教師を含めた周囲の大人はこのような傾向を自覚するとともに、容姿に依存しないよう正当な評価を下すべく努力するべきだとCNNの記事は主張している。

### 経済・雇用・収入
容姿の良い人物は、雇用機会にも恵まれやすい。また賃金面でも、美しい人とそうではない人の間には人種間やジェンダー間での差に匹敵する規模の格差が存在するという。
容貌差別と賃金格差に関する日本国内の研究はまだ多くないが、多項ロジット・サンプル・セレクション・モデルを使った研究も存在する。この研究では、正規雇用の男性に高身長プレミアムと低身長ペナルティが存在しており、その格差は統計的に有意であるとされている。また、その要因として「雇用主による差別」(ハイティズム)が示唆されている。他方、女性ではこのような傾向は観察されなかった。また、男性では体重によるペナルティも確認されていない。

### 裁判
コーネル大学がまとめた研究によれば、論理よりも感情で物事を判断しがちな陪審員は、被告人の容姿をより重視する傾向にあったという。この研究では、容姿が魅力的な被告人を有罪だとする割合は、論理で判断する陪審員でも感情で判断する陪審員でも同じだった。しかし、魅力的ではない被告人に対し、感情で物事を判断する陪審員は22%も多くの割合で有罪の結論を下し、有罪の場合は平均して22ヶ月も長い量刑を下すよう求めた。そのため、アメリカの弁護士は、被告人に対して清潔な衣服を用意し、髪を綺麗にするように勧めることもある。

### 政治・有権者心理
ルッキズムは何世紀もの間、政治的な話題であった。これは、新聞漫画で、政治家の外見の欠点が「異常なほどに強調」されるのがイギリスでの長き伝統だったためである。
1960年アメリカ合衆国大統領選挙における最初のテレビ討論では、有権者からより多くの賛同を得るのにケネディのハンサムな容姿が寄与したと思われることが多い。しかし、この俗説に疑問を呈し、ケネディの容姿はほとんど、もしくはまったくもって結果に影響しなかったと論じる研究者もいる。
政治的な男らしさや女らしさの具現化に寄与した可能性のある変数は数多くあった。学者のCharlotte Hooperは、「ジェンダーは、階級、人種、セクシュアリティなどのその他の社会的区分と交わり、複雑な(ジェンダー)アイデンティティのハイアラーキーを作り出す」と論じている。Hooperは、戦争における戦闘などの組織化された活動が、男らしさのかなりの部分を規定したと述べる。さらに、スポーツ、メディア、時事問題などの象徴的な側面が、「国境を越えて領土を拡大していくというような、西洋的な男らしさと結びつく図像を数多く広めている。」 という。これこそが、ルッキズムというイデオロギーが強固に定着した場所なのだと、Hooperはいう。同様にLaura Shepherdによれば、男性は決められた行動をとり、決められた装いをし、感情や男らしくないとされるもの全てが排された考え方を持つことによって、「理解可能性のマトリクス」に適応することを求められているという。もし、究極の「男の中の男」になることに成功した暁には、彼らは事実上無敵の存在となる。しかし、政治的領域における男らしさの分析には、明らかな関心があるだけで、同じ領域における女性らしさについて信頼できる分析を行うのは不可能だとする者もいる。
マデレーン・オルブライトが2010年に行ったTEDトーク「女性として、外交官として」を例にとってみよう。オルブライトは、男性の同僚やメディアコメンテーターがいかに彼女の容姿をこき下ろしたかに関して、不満をあらわにした。アメリカ初の女性国務長官として、オルブライトは国内外で注目の的となった。年齢、体重、髪型、服装のチョイスにいたるまで全てを細かく調べ上げられた。しかし、皮肉なことに、もっとも重要な成果だと彼女が強く思っていた政策的な立場(G7の開催、男女同権を推進する試みなど)については、ほとんど考慮されることはなかった。オルブライトの容姿が「魅力的」などという狭いカテゴリーに属さなかったという事実は、彼女が女性としての立場と外交官としての立場との間でうまくバランスを取ることをより困難にした。オルブライトは権力を持つ立場にいる唯一の女性であるだけではなく、他方で、容姿によって差別されてきたのである。2005年のワシントンポストのとある記事は、当時国務長官だったコンドリーザ・ライスがドイツのヴィースバーデン基地に訪れていた際、彼女がヒールのついた黒いニーハイブーツを履いて外出したのを取り上げて、"ミストレス"というレッテルを貼った。この記事自体は、ライスを「期待や思い込みに挑戦した」として賞賛する意図だったが、この記事によって彼女には過度に性的なイメージがついてしまい、基地に訪問した目的が読者に伝わらなくなったとする論者もいる。同様にメディアのコメンテーターも、職業上の成果ではなく、ヒラリー・クリントンのパンツスーツやジュリア・ギラードのショートカットに着目しがちである。第11代アラスカ州知事であり、2008年アメリカ合衆国大統領選挙で共和党の副大統領候補であったサラ・ペイリンは、従来的な意味でいう魅力的な容姿で多くのメディアの注目の的となった。ペイリンは、容姿にばかり注目するのは、彼女の職業的、政策的な成果を無視することではないか、と述べている。

## 学術研究
ルッキズムはカルチュラル・スタディーズと経済学の両方の立場から、学問的興味を受けてきた。前者の文脈では、ジェンダー・ロール、ジェンダーへの期待感、容姿などに基づく「美に対する先入観」や「文化的なステレオタイプ」がルッキズムと関係しているとされている。重要な経済学的研究には、「容姿によって収入に差異はあるのか」、「同僚から美しいと思われている労働者と、醜いと思われている労働者で、生産性は変わるのか」というものがある。この研究のおかげで、レイシズムやエイジズムなど、その他の社会問題と結びつけられるような新たな問題が浮上してきた。美というイデアは、社会的地位とも直接的な結びつきを持っている。なぜなら、より余暇と金を持っている人々は、自分たちの見た目を良くする力を持っているからである。太っている人は、健康的な人々が持っているようなエクササイズ器具も持っていないし、健康的な食事を選択することもできないため、体重も社会的地位と結びついているといえる。容姿の魅力で判断されると、自尊心は低下し、ひいては健全な自己イメージを持てなくなる。
ゲイ男性間におけるこの現象を調査している論者もいる。Michelangelo Signorileは、1997年時点でのゲイ男性のコミュニティにおける現代的トレンドを概観した文章の中で、"ボディ・ファシズム"を以下のように表現している(これは、Todd Morrisonが著作の中で引用している文である)。
(ボディ・ファシズムとは)身体的美に関して、一連の厳格な基準を置くことをいうが、グループに属する全員が、その基準に従うべきだというプレッシャーを受けている。この基準に合わなかったものはみな、身体的魅力がなく、性的に望ましくないとみなされる。そのような権威的側面を考慮すると、肉体がこのように高い評価を受ける文化においては、ボディ・ファシズムは、基準に従わなかったり、従うことができなかった人物を性的に望ましくないと評価するだけにとどまらない。究極的には、外見の判断のみで、"人間として"全く価値がないと判断するまでに至る(この考え方は"ルッキズム"と表記されることもある)。その意味で、レイシズムやセクシズム、ホモフォビアとなんら変わりはない... (p. 28)。

### 労働経済学からの観点
人々が外見的魅力によって労働市場で被る損益の原因については、①生産性とは無関係な雇用主による差別、②消費者が美形を好むことによって結果的に生産性が高まる場合、③美形であること自体が生産性を向上させる場合、の３つが考えられ、②と③は生産性の裏付けがあるため効率性の観点からは問題がないとされる。ロイヤル・ホロウェイの経済学者ダニエル・ハマーメッシュは、自営業者に対する調査をもとに①の雇用主による差別説を退けているが、その後日本国内での長身プレミアムに関する研究では雇用主からの差別を示唆する研究結果が出ている。
このような格差に対して、機会均等を理由に政策的な介入も提案されている。ハーバード大学のマクロ経済学者ロバート・バローは「美男美女税」、「不器量補助金」を提案している。また、獨協大学経済学部教授の森永卓郎は「イケメン税」を提案している。ただし、①のように生産性の裏付けのない単なる差別の場合はこのような政策をとるのではなく、容貌による賃金差別を一律に禁じたほうが社会全体の生産性が高まると大阪大学大学院経済学研究科教授の大竹文雄は述べている。

### 道徳哲学からの観点
"Is Lookism Unjust"という論文で、Louis TietjeとSteven Cresapは、外見に基づいた差別がいつ法的に不正なものとなったのかについて論じている。TietjeとCresapは、「全労働者のうち外見的魅力が下位9%の者は7〜9%のペナルティを受け、上位33%は5%のプレミアムを得ている」ことを示す論拠を引用している。著者らは、こういった差別が実際に行われていることを示すエヴィデンスを受け入れる一方で、このような差別は人類の歴史を通して蔓延しており、美の評価は(文化的に条件づけられているというよりは)生殖、生存、社会的交流を支援するための生物学的適応らしいと論じている。つまり、美の評価を通じて、生存可能な配偶者かどうか(身体的魅力のレベルは健康の指標になる)、他者が「敵か味方か、脅威か機会か」を見極めることができるというのである。彼らは、もし身体的魅力が企業の成功可能性を向上させうるのであれば、それによって他者を評価するのは正当化できる、とも論じている。なぜなら、この場合身体的特徴は仕事と関係しているともいえるし、差別は職と関係のない身体的特徴が用いられた時にのみ起こるといえるからだ。さらに著者らは、ルッキズムに基づく差別を矯正することと、そのような不正が実際に起きているかどうかを評価すること、両方の実現性に疑問を呈している。彼らは、そのような差別を不正だとする明確なモデルはありえないし、差別を是正する立法も実現可能ではないだろうと結論づけている。「美に基づく差別を是正する政策介入が、いかにして正当化されるのか、私たちにはわからない。」
道徳哲学者であるジェームズ・レイチェルズは自身の論文で、身長による偏見を取り扱っている。彼の論文によれば、身長の高い人の方が身長の低い人より収入が高かったり、就職で採用されやすかったりするという研究結果を示した上で、これらの偏見は全く無意識のうちに影響を及ぼしうると述べている。また、同論文内で黒人差別や女性差別の是正のための優先制度（アファーマティブ・アクション）を身長に関しても適用できるかを次のように論じている。もし背の低い人を正当に扱うことを保障するような政策が実際に可能だとすれば反対する理由はないが、実際に可能かどうかがわからないため、その政策を擁護することができるかどうかもわからない。しかし「高身長主義」が社会問題となり、もし本当に背の低い人が不当な扱いを受け続けているならば、他の差別と同じように是正措置をとる十分な理由になるものと思われる。そして、今のところは「高身長主義」は社会問題ではなく、雇用やその他のことなどに割り当て（優先制度）を科すといった抜本的措置をとるのはおそらく賢明な策ではないだろう、と結論付けている。

### 告発不可能な差別としてのルッキズム
フェミニストの吉澤夏子は、美という評価基準を人事などの不適切な場面で使うのが問題なのであって、美を個人的な場で論じるのが問題なのではないと述べている。その上で、容姿に基づく差別は「告発不可能なもの」であると論じている。
たとえば、ある会社で誰かを昇進させようとなったときに、Aさんは美人だけど実力はない、Bさんはとくに美人ではないけれどすごく実力がある、としますよね。それでAさんが選ばれたとしても、それが差別だっていう証拠をみつけるのはすごく難しい。Aさんに実力がないということが今までの業績で示されたとしても、「いや、Aさんには将来性があるんだ」とか「こういう場面では強いんだ」とか、そうした人事を正当化するために、なんとでも言うことができる。美人だから選んだということを客観的に裏付けるものは存在しないわけで、なぜかと言ったら、それは心の中の問題だからです。その人を美人と思うか思わないかって、好みの問題でもあるからすごく恣意的になる,「Aさんが美人？そんなこと思ってない」と言って自分を正当化することだってできてしまう。

### 欠損・損傷のある人々の場合
社会モデルという考え方では、心身に欠損や損傷(円形脱毛症や顔のあざ、骨形成不全による顔の陥没、快癒不可能な先天性・非伝染性の皮膚疾患など)を持つ人が被る不利益の原因は、その損傷自体にあるのではなく、社会の側にあると考えられている。イギリスでは、「外観上の損傷をもつ人々は周囲の否定的反応という社会的障壁によって仕事に就けないなどの不利を被っているのであって、この意味で『障害者』（disabled people by society）である」という考えのもと、ロビー活動が行われ、「障害者差別禁止法」のもとで保護されることになったという。
しかし、社会モデルでは、雇用や法などの公的な問題だけが取りざたされる一方で、個人が内面化した欠損や損傷に対する羞恥心などの私的な領域の問題は排除されてきたとフェミニスト障害学の論者であるC・トーマスは指摘している。つまり、雇用差別のような問題は「差別の問題」として告発することができるが、個人が抱える自身の欠損や損傷に対する否定的な感情はあくまで個人的のものとされ、自身で対処することを迫られるというのである。しかし、「外観上の損傷をもつ人が自身のインペアメント(引用者注:欠損や損傷のこと)に抱く感情は身体的差異に対する否定的な社会的意味づけと不可分な関係にあり」、「その否定的感情は社会が個人に与える結果」なのだから、このような従来私的な領域とされてきた問題も政治的な問題として訴えて行く必要があるとされている。このような議論がなされるのは、「心理的・情緒的次元の問題」こそ、彼らが日常生活の中で遭遇し続ける切実な問題であり、このような従来私的なものとして扱われてきた点に着目することが「社会モデルの実践性を高める」ことにつながりうるからなのだと、社会学者の西倉実季は述べている。欠損や損傷を持つ人々は、周囲の人々の言動によって傷つけられ、その結果自身を無価値な存在として認識することもあるという。

## 社会問題

### 容貌と優生思想
小山有子によると20世紀初頭には、日本人は白色人種と比べて肉体的に劣っているとされた。高橋義雄は1884年9月の著書『日本人種改良論』の中で、日本人が白色人種と比べて10cm以上身長が低いことを嘆き、西洋人と日本人の結婚を推し進めることでこの体格差を埋め、「肉体的に優秀で美しい日本民族」として日本人を「改良」するべきだと主張した。また、1931年に開催された「ミス・ニッポン・コンテンスト」では、医学的な検査も選考に影響を与えており、身長や体重の増進が強調された。ジェニファー・ロバートソンは、このミスコンの裏に、女性を美しく「理想的で優秀な体格」をもつ「素晴らしい次世代」を産む母体として評価する優生学的な動機があったと指摘している。ファッション研究者の小山有子によれば、当時女性の体格の向上を図るために体育の導入、衣服の改良、正しい姿勢の啓蒙などが行われたという。

#### 整形増加
アメリカ形成外科学会の統計によれば、過去10年のうちに、男性が美容整形外科手術を受けるケースが急激に増加しており、2017年だけでも1300万件以上の美容整形外科手術が行われたという。ニューヨークのとある美容整形外科では、4年前に比べて男性顧客の数が4倍になっており、男女比は4:1にまで及んでいるという。手術は「男性モデル」、「ボディビルダー」、「アスリートダディ」、「自信に満ち溢れるCEO」になりたい人々に人気があるが、一番人気なのは「男性モデル」パッケージで、「あご、胸筋、臀部の増強、脂肪吸引、そして腕と肩の増強」が含まれ、金額は6000ドルから25000ドル程度であるという。

### 就職対策
2000年代初頭、韓国では就職活動を有利に進めるため、男性の9.3%、女性の22.3%が「リクルート整形」を行なっているという報道がなされた。2003年には、日本でも就職活動を行う大学生や再就職を目指す中高年男性がプチ整形を行なっているという報道がなされたという。

## 法律

### アメリカ合衆国
アメリカ合衆国では1970年代まで、ルッキズムが法律に成文化されることもあった。いわゆる醜陋法によって、病気を持っていたり、損傷を負っている人々が公共の場に姿を表すことが禁じられた。病気や損傷は醜いと考えられていたのである。
今日、雇用機会均等委員会は極度の肥満を、障害を持つアメリカ人法によって保護するべき障害であると考えており、いくつかの都市では容姿に基づく差別を防止している。身長差別を禁止している州にはミシガン州があり、マサチューセッツ州下院議員のByron Rushingによって身長差別を禁じる法律案が提出されたこともある。地方自治体では、サンタクルーズとサンフランシスコの二つが身長差別を禁止している。
また、企業の採用選考を受ける際にも履歴書への顔写真添付は不要（特に、ワシントンD.C.は容貌に基づいた差別を禁止している）。

### アメリカ以外の国
オーストラリアのビクトリア州は1995年平等機会法のもと、身体的特徴を理由とした差別を禁じている。中国政法大学のとあるグループは、身長や身体的特徴に基づく差別を禁止する法律案を起草している。また、カナダのオンタリオはオンタリオ州人権法のもと、身長差別を禁止している。

## ルッキズムが題材の作品

### 小説・漫画
- 『美女と野獣』（フランス、1740年）
- 『フランケンシュタイン』（イギリス、1818年）
- 『ノートルダム・ド・パリ』（フランス、1831年）
- 『シラノ・ド・ベルジュラック』（フランス、1897年）
- 『オペラ座の怪人』（フランス、1909年）
- 『他人の顔』（日本、1964年）
- 『累』（日本、2013年）
- 『外見至上主義』（韓国、2014年）

### 映画・ドラマ
- 『ダンボ』（アメリカ、1941年）
- 『底抜け大学教授』（アメリカ、1964年）
- 『エレファント・マン』（イギリス・アメリカ、1980年）
- 『101回目のプロポーズ』（日本、1991年）
- 『シュレック』（アメリカ、2001年）
- 『ペネロピ』（イギリス・アメリカ、2006年）
- 『ビーストリー』（アメリカ、2011年）
- 『ワンダー 君は太陽』（アメリカ、2017年）
- 『アイ・フィール・プリティ! 人生最高のハプニング』（アメリカ、2018年）
- 『整形水』（韓国、2020年）